# Конрад II (Нюрнберг)
Вижте пояснителната страница за други личности с името Конрад II.
Конрад II фон Нюрнберг (на немски: Konrad II von Nürnberg), наричан Благочестиви, от род Хоенцолерн е бургграф на Нюрнберг и Абенберг.

## Биография
Роден е около 1220 година. Той е по-малкият син на бургграф Конрад I фон Нюрнберг-Цолерн, Благочестиви († 1260/1261) и съпругата му Аделхайд фон Фронтенхаузен († 1245), дъщеря на Хайнрих III фон Фронтенхаузен, граф на Лайнинген и Саарбрюкен. По-големият му брат Фридрих III († 1297) е бургграф на Нюрнберг.
Конрад II фон Нюрнберг умира на 6 юли 1314 г. Погребан е в Шпалт.

## Фамилия
Първи брак: с Агнес фон Хоенлое-Уфенхайм († 1319), дъщеря на граф Албрехт I фон Хоенлое-Уфенхайм († ок. 1269) и първата му съпруга Кунигунда фон Хенеберг († 1257). Те имат седем деца:
- Фридрих фон Цолерн († 23 mart 1303), в свещен орден във Вирнсберг
- Конрад фон Цолерн († 7 iuli 1304), в свещен орден във Вирнсберг
- Готфрид, († сл. 17 юли 1318), в свещен орден
- Лиутгарда (Леукардис) фон Цолерн († сл. 10 март 1313), омъжена пр. 27 юли 1273 г. за Конрад фон Шлюселберг († 3 август 1313)
- Агнес († сл. 1313), монахиня в Шефтерсхайм 1313
- Агнес († сл. 28 януари 1318), омъжена пр. 1294 г. за граф Фридрих VIII фон Труендинген († 1332), син на граф Фридрих II (VI) фон Труендинген
- дъщеря († 7 февруари 1272)

Втори брак: пр. 21 декември 1295 г. с Агнес фон Хиршберг († сл. 1296), дъщеря на граф Гебхард IV фон Хиршберг († 1275) и принцеса София Баварска († 1289). Бракът е бездетен.